# 甲南台
甲南台（こうなんだい）は、兵庫県神戸市東灘区の町名の一つで、旧・本山村域（本山地区）の4haの山林を、土地区画整理組合が昭和41～43年に計画人口530人の宅地として造成した場所である。昭和43年（1968年）に本山町中野・森の各一部から住居表示を実施して成立。丁目の設定がない単独町名である。

なお、当町の地名に使用されている甲南とは、「（当町の北方にそびえる）『六甲山』の南」という意味であり、後述する甲南女子大学や、当町からのJR線での最寄駅の1つとなる甲南山手駅等、当町を含めた神戸市東灘区や隣接する芦屋市にて、地域や施設の名称として幅広く呼称されている。

北から北西を経て西の神戸薬科大学の北沿いまでが背山で町名整理・住居表示未実施の本山町中野と、北から北東を経て東の甲南女子大学の北沿いまでが同じく本山町森と、西の神戸薬科大学から南西を経て南の方角に至るまでの範囲が本山北町（4丁目）と、東の甲南女子大学から南東の方角に至るまでの範囲が森北町（6丁目）と、それぞれ隣接している。
平成17年国勢調査（2005年10月1日現在）における世帯数は133、人口358で内男性158人・女性200人。

## 参考資料
- 神戸史学会 編『新 神戸の町名』神戸新聞総合出版センター、1996年。ISBN 978-4875212041。
- 原田 健 編『東灘区25年』東灘区役所、1976年（昭和51年）。